# Shahabad (Rampur)
Shahabad – miasto w północnych Indiach w stanie Uttar Pradesh, na Nizinie Hindustańskiej.
Populacja miasta w 2001 roku wynosiła 32 015 mieszkańców.